# Procalyptis albanyensis
Procalyptis albanyensis är en fjärilsart som beskrevs av Embrik Strand 1924. Procalyptis albanyensis ingår i släktet Procalyptis och familjen vecklare. Inga underarter finns listade i Catalogue of Life.